# جاسمین تریاس
جاسمین تریاس (به انگلیسی: Jasmine Trias) (زاده ۳ نوامبر ۱۹۸۶) خواننده و سرگرمی‌ساز آمریکایی است.